# Armia „Wołyń”
Armia „Wołyń” – związek operacyjny Wojska Polskiego II RP.
Armia nie istniała w organizacji pokojowej Wojska Polskiego. Jej utworzenie przewidywał plan operacyjny „Wschód” przygotowywany na wypadek wojny ze Związkiem Sowieckim.
Inspektorem armii był początkowo generał dywizji Jan Romer, a następnie generał dywizji Stanisław Burhardt-Bukacki, przewidywany na dowódcę tej armii. 
W jej skład miały wejść cztery dywizje piechoty i brygada kawalerii. Armia miała bronić stupięćdziesięciokilometrowego odcinka od Dederkał do ujścia Słuczy do Horynia.